# 6-Stunden-Rennen von Spa-Francorchamps 2017

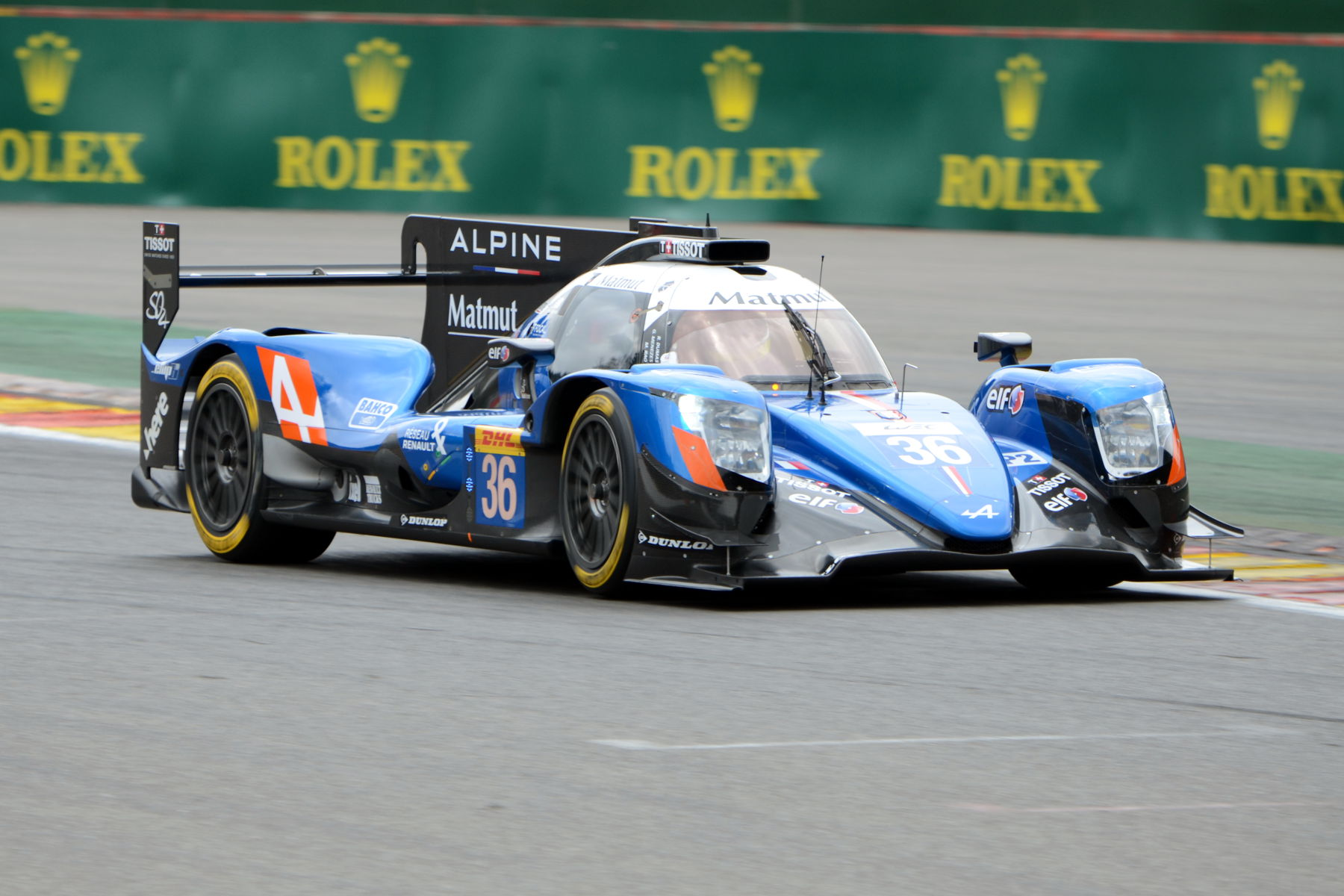
Romain Dumas im Alpine A470

Das sechste 6-Stunden-Rennen von Spa-Francorchamps, auch Total 6 Hours of Spa-Francorchamps, fand am 6. Mai 2017 auf dem Circuit de Spa-Francorchamps statt und war der zweite Wertungslauf der FIA-Langstrecken-Weltmeisterschaft 2017.

## Rennen
Sebastien Buemi, Kazuki Nakajima und Anthony Davidson holten im Toyota TS050 den Gesamtsieg. Das Duo von Mike Conway und Kamui Kobayashi verlor die Führung nach zwei Stops bei Grün und konnte nur sich nur knapp gegen den Porsche von Timo Bernhard, Earl Bamber und Brendon Hartley auf den zweiten Platz retten. Der von der Pole gestartete 919 Hybrid von Neel Jani, André Lotterer und Nick Tandy verlor diese aufgrund zweier Neutralisationsphasen.
Sowohl in der LMP2 als auch in der GTE-Pro-Klasse kämpften die Fahrer hart um den Sieg, am Ende setzten sich G-Drive Racing (LMP2) und AF-Corse (GTE-Pro) durch. Nach mehreren Vorfällen landete Mitfavorit Ford hinter den beiden Ferrari.

## Ergebnisse

### Schlussklassement
| Pos.        | Klasse    | Nr. | Team                      | Fahrer                                                      | Fahrzeug                 | Runden |
| ----------- | --------- | --- | ------------------------- | ----------------------------------------------------------- | ------------------------ | ------ |
| 1           | LMP1      | 8   | Toyota Gazoo Racing       | Anthony Davidson Sébastien Buemi Kazuki Nakajima            | Toyota TS050 Hybrid      | 173    |
| 2           | LMP1      | 7   | Toyota Gazoo Racing       | Mike Conway Kamui Kobayashi                                 | Toyota TS050 Hybrid      | 173    |
| 3           | LMP1      | 2   | Porsche LMP Team          | Timo Bernhard Earl Bamber Brendon Hartley                   | Porsche 919 Hybrid       | 173    |
| 4           | LMP1      | 1   | Porsche LMP Team          | Neel Jani Nick Tandy André Lotterer                         | Porsche 919 Hybrid       | 173    |
| 5           | LMP1      | 9   | Toyota Gazoo Racing       | Stéphane Sarrazin Yūji Kunimoto Nicolas Lapierre            | Toyota TS050 Hybrid      | 171    |
| 6           | LMP1      | 4   | ByKolles Racing Team      | Oliver Webb Dominik Kraihamer James Rossiter                | CLM P1/01                | 161    |
| 7           | LMP2      | 26  | G-Drive Racing            | Roman Rusinov Pierre Thiriet Alex Lynn                      | Oreca 07                 | 160    |
| 8           | LMP2      | 31  | Vaillante Rebellion       | Julien Canal Nicolas Prost Bruno Senna                      | Oreca 07                 | 160    |
| 9           | LMP2      | 38  | Jackie Chan DC Racing     | Ho-Pin Tung Oliver Jarvis Thomas Laurent                    | Oreca 07                 | 160    |
| 10          | LMP2      | 13  | Vaillante Rebellion       | Mathias Beche David Heinemeier Hansson Nelson Piquet junior | Oreca 07                 | 159    |
| 11          | LMP2      | 36  | Signatech Alpine Matmut   | Romain Dumas Gustavo Menezes Matthew Rao                    | Alpine A470              | 159    |
| 12          | LMP2      | 35  | Signatech Alpine Matmut   | Pierre Ragues André Negrão Nelson Panciatici                | Alpine A470              | 158    |
| 13          | LMP2      | 24  | CEFC Manor TRS Racing     | Tor Graves Jonathan Hirschi Jean-Éric Vergne                | Oreca 07                 | 158    |
| 14          | LMP2      | 25  | CEFC Manor TRS Racing     | Roberto González Simon Trummer Witali Petrov                | Oreca 07                 | 148    |
| 15          | LMP2      | 28  | TDS Racing                | François Perrodo Ben Hanley Emmanuel Collard                | Oreca 07                 | 147    |
| 16          | LMP2      | 37  | Jackie Chan DC Racing     | David Cheng Alex Brundle Tristan Gommendy                   | Oreca 07                 | 147    |
| 17          | LMGTE Pro | 71  | AF Corse                  | Sam Bird Davide Rigon                                       | Ferrari 488 GTE          | 115    |
| 18          | LMGTE Pro | 51  | AF Corse                  | James Calado Alessandro Pier Guidi                          | Ferrari 488 GTE          | 150    |
| 19          | LMGTE Pro | 66  | Ford Chip Ganassi Team UK | Stefan Mücke Olivier Pla Billy Johnson                      | Ford GT                  | 150    |
| 20          | LMGTE Pro | 67  | Ford Chip Ganassi Team UK | Andy Priaulx Harry Tincknell Pipo Derani                    | Ford GT                  | 150    |
| 21          | LMGTE Pro | 91  | Porsche GT Team           | Richard Lietz Frédéric Makowiecki                           | Porsche 911 RSR          | 149    |
| 22          | LMGTE Pro | 92  | Porsche GT Team           | Michael Christensen Kévin Estre                             | Porsche 911 RSR          | 149    |
| 23          | LMGTE Pro | 97  | Aston Martin Racing       | Darren Turner Jonny Adam Daniel Serra                       | Aston Martin Vantage GTE | 148    |
| 24          | LMGTE Pro | 95  | Aston Martin Racing       | Marco Sørensen Nicki Thiim Richie Stanaway                  | Aston Martin Vantage GTE | 148    |
| 25          | LMGTE Am  | 98  | Aston Martin Racing       | Paul Dalla Lana Pedro Lamy Mathias Lauda                    | Aston Martin Vantage GTE | 148    |
| 26          | LMGTE Am  | 77  | Dempsey-Proton Racing     | Christian Ried Matteo Cairoli Marvin Dienst                 | Porsche 911 RSR          | 146    |
| 27          | LMGTE Am  | 61  | Clearwater Racing         | Weng Sun Mok Keita Sawa Matt Griffin                        | Ferrari 488 GTE          | 145    |
| 28          | LMGTE Am  | 54  | Spirit of Race            | Thomas Flohr Francesco Castellacci Miguel Molina            | Ferrari 488 GTE          | 144    |
| Ausgefallen |           |     |                           |                                                             |                          |        |
| 29          | LMP2      | 34  | Tockwith Motorsports      | Nigel Moore Philip Hanson Karun Chandhok                    | Ligier JS P217           | 151    |
| 30          | LMGTE A   | 86  | Gulf Racing UK            | Mike Wainwright Ben Parker Nick Foster                      | Porsche 911 RSR          | 76     |

### Nur in der Meldeliste
Zu diesem Rennen sind keine weiteren Meldungen bekannt.

### Klassensieger
| Klasse    | Fahrer           | Fahrer          | Fahrer          | Fahrzeug                 | Platzierung im Gesamtklassement |
| --------- | ---------------- | --------------- | --------------- | ------------------------ | ------------------------------- |
| LMP1      | Anthony Davidson | Sébastien Buemi | Kazuki Nakajima | Toyota TS050 Hybrid      | Gesamtsieg                      |
| LMP2      | Roman Rusinov    | Pierre Thiriet  | Alex Lynn       | Oreca 07                 | Rang 7                          |
| LMGTE Pro | Sam Bird         | Davide Rigon    |                 | Ferrari 488 GTE          | Rang 17                         |
| LMGTE Am  | Paul Dalla Lana  | Pedro Lamy      | Mathias Lauda   | Aston Martin Vantage GTE | Rang 26                         |

### Renndaten
- Gemeldet: 30
- Gestartet: 30
- Gewertet: 28
- Rennklassen: 4
- Zuschauer: 61.000
- Wetter am Renntag: warm und trocken
- Streckenlänge: 7,004 km
- Fahrzeit des Siegerteams: 6:00:11,490 Stunden
- Gesamtrunden des Siegerteams: 173
- Gesamtdistanz des Siegerteams: 1211,670 km
- Siegerschnitt: 201,800 km/h
- Pole Position: Neel Jani – Porsche 919 Hybrid (#1) – 1:53,756
- Schnellste Rennrunde: Brendon Hartley – Porsche 919 Hybrid (#2) – 1:57,638 = 214,300 km/h
- Rennserie: 2. Lauf zur FIA-Langstrecken-Weltmeisterschaft 2017